# Te Atawhai Hudson-Wihongi
Te Atawhai Hudson-Wihongi (Auckland, 27 maart 1995) is een Nieuw-Zeelands voetballer die als verdediger voor Auckland City FC speelt.

## Clubcarrière
Te Atawhai Hudson-Wihongi startte zijn carrière bij Canterbury United. Hier kwam hij slechts toe tot 1 invalbeurt. Hij tekende in 2012 voor Real Salt Lake waar hij niet verder kwam dan het jeugdelftal. Hij speelde hierna eventjes voor het nu opgeheven Wanderers SC, waarna hij tekende bij zijn huidige club Auckland City FC.

### Carrièrestatistieken
| Seizoen                   | Club              | Competitie                        | Totaal | Totaal |
| Seizoen                   | Club              | Competitie                        | Wed.   | Dlp.   |
| ------------------------- | ----------------- | --------------------------------- | ------ | ------ |
| 2011/12                   | Canterbury United | New Zealand Football Championship | 1      | 0      |
| 2014/15                   | Wanderers SC      | New Zealand Football Championship | 16     | 2      |
| 2015-                     | Auckland City FC  | New Zealand Football Championship | 64     | 3      |
| Carrière totaal           | Carrière totaal   |                                   | 81     | 5      |
| Bijgewerkt tot 1 mei 2019 |                   |                                   |        |        |

## Interlandcarrière
Op 12 november 2015 maakte Te Atawhai Hudson-Wihongi zijn debuut voor Nieuw-Zeeland, als invaller in de 80e minuut tegen Oman.

### Interlandstatistieken
| Interlands van Te Atawhai Hudson-Wihongi voor Nieuw-Zeeland | Interlands van Te Atawhai Hudson-Wihongi voor Nieuw-Zeeland | Interlands van Te Atawhai Hudson-Wihongi voor Nieuw-Zeeland | Interlands van Te Atawhai Hudson-Wihongi voor Nieuw-Zeeland | Interlands van Te Atawhai Hudson-Wihongi voor Nieuw-Zeeland | Interlands van Te Atawhai Hudson-Wihongi voor Nieuw-Zeeland |
| №                                                           | Datum                                                       | Wedstrijd                                                   | Uitslag                                                     | Competitie                                                  | Goals                                                       |
| ----------------------------------------------------------- | ----------------------------------------------------------- | ----------------------------------------------------------- | ----------------------------------------------------------- | ----------------------------------------------------------- | ----------------------------------------------------------- |
| 1                                                           | 12 november 2015                                            | Oman – Nieuw-Zeeland                                        | 0 – 1                                                       | Vriendschappelijk                                           |                                                             |
| 2                                                           | 4 juni 2016                                                 | Nieuw-Zeeland – Salomonseilanden                            | 1 – 0                                                       | WK Voetbal Kwalificatie Oceanië                             |                                                             |
| 3                                                           | 8 juni 2016                                                 | Nieuw-Zeeland – Nieuw-Caledonië                             | 1 – 0                                                       | WK Voetbal Kwalificatie Oceanië                             |                                                             |
| 4                                                           | 12 november 2016                                            | Nieuw-Zeeland – Nieuw-Caledonië                             | 2 – 0                                                       | WK Voetbal Kwalificatie Oceanië                             |                                                             |
| 5                                                           | 15 november 2016                                            | Nieuw-Caledonië – Nieuw-Zeeland                             | 0 – 0                                                       | WK Voetbal Kwalificatie Oceanië                             |                                                             |
| 6                                                           | 2 juni 2018                                                 | Kenia – Nieuw-Zeeland                                       | 2 – 1                                                       | Vriendschappelijk                                           |                                                             |
| 7                                                           | 5 juni 2018                                                 | Chinees Taipei – Nieuw-Zeeland                              | 0 – 1                                                       | Vriendschappelijk                                           |                                                             |
| 8                                                           | 7 juni 2018                                                 | India – Nieuw-Zeeland                                       | 1 – 2                                                       | Vriendschappelijk                                           |                                                             |

Bijgewerkt op 1 mei 2019